# CrypTool
CrypTool ist ein Open-Source-Projekt. Hauptresultat ist die freie Lern-Software CrypTool, die die Konzepte der Kryptografie und der Kryptoanalyse erfahrbar macht. Laut Hakin9 ist CrypTool weltweit die am meisten verbreitete Lern-Software im Bereich Kryptologie.

## Geschichte
Das CrypTool-Projekt startete im Jahr 1998 mit der Entwicklung von CrypTool 1 (CT1).
Im Jahr 2007 begann die Entwicklung von zwei weiteren Desktop-Programmen – CT2 und JCT – die beide auf einer reinen Plugin-Architektur basieren und als Nachfolger des ursprünglichen CrypTool-Programms dienten.
Seit 2010 wird die Browser-Software CrypTool-Online (CTO) entwickelt.
Die Projektleitung liegt seit 2023 beim Forschungsinstitut CODE an der Universität der Bundeswehr München.
CrypTool wird in Schulen, Universitäten, Unternehmen und Agenturen zur Ausbildung und Sensibilisierung eingesetzt.

## Funktionen und Entwicklung

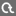

Es sind über 400 Algorithmen implementiert.
Die CrypTool-Software wird in einem Open-Source-Projekt entwickelt. Ursprünglich wurde sie von deutschen Firmen und Hochschulen entwickelt, inzwischen kommen die rund 70 Mitwirkenden aus der ganzen Welt. Zuwendungen in Form von Software-Plugins kommen z. B. von Universitäten oder Schulen.

## Projekte
Ziel des CrypTool-Projekts ist es, den Nutzern bewusst zu machen, wie Kryptografie gegen Sicherheitsbedrohungen im Netz helfen kann, und die zugrunde liegenden Konzepte der Kryptologie zu erklären.

### Aktiv entwickelte Projekte

#### CrypTool Lernprogramm für die 11. Klasse des Bayerischen Gymnasiums
Seit November 2024 führt das CrypTool-Projekt auch eine Web-App im Portfolio, die für Schulen konzipiert wurde.

#### CrypTool-Online (CTO)
CTO bietet Interessierten die Möglichkeit, Verschlüsselungsverfahren gleich im Browser auf dem PC oder dem Smartphone (mittels JavaScript) auszuprobieren, ohne Software herunterzuladen und installieren zu müssen.

#### CrypTool 2 (CT2)

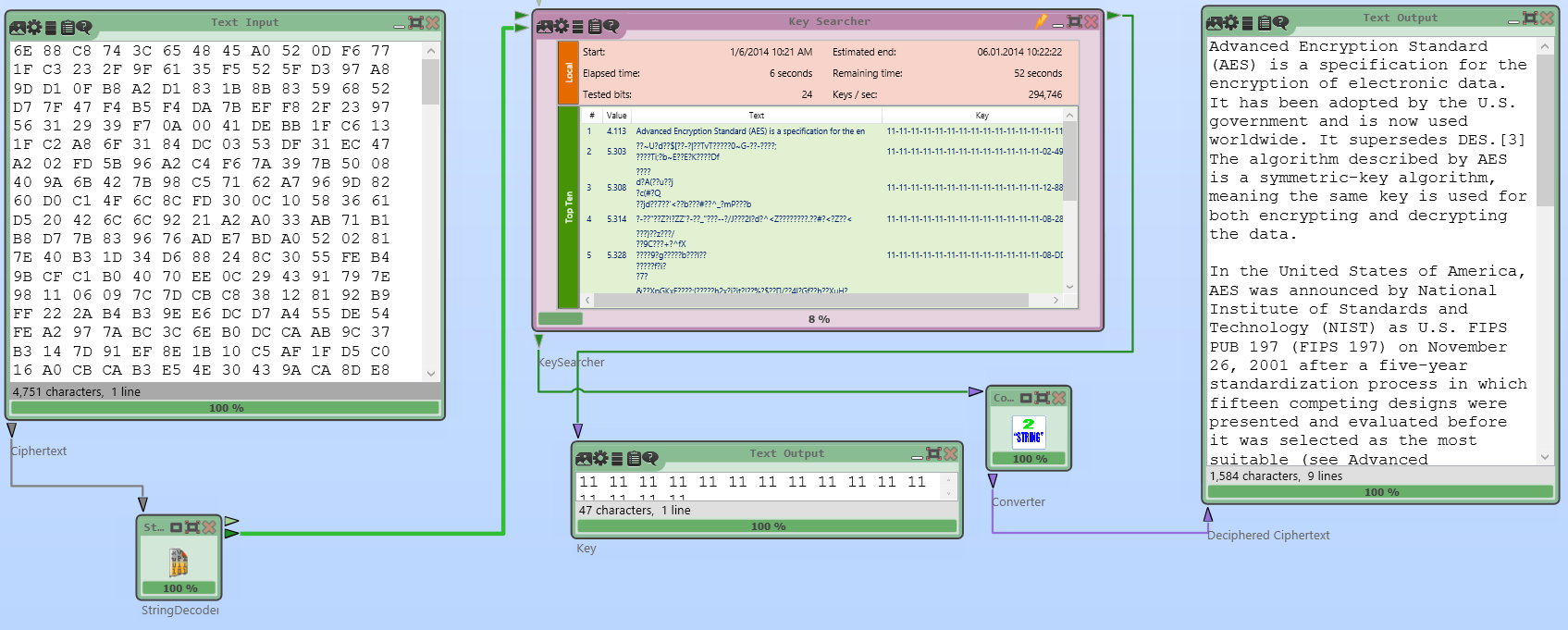
Ein CT2 Workspace der mittels Keysearcher-Komponente einen Brute-Force-Angriff auf einen eingeschränkten AES vornimmt.

CT2 setzt das Konzept der visuellen Programmierung für kryptografische Prozesse um. Im Moment sind über 150 Krypto-Funktionen in CT2 enthalten. Ein Schwerpunkt ist die Kryptoanalyse klassischer Verfahren mit modernen Mitteln.

#### MysteryTwister (MTW, ehemals MTC3)
MTW ist ein internationaler Krypto-Wettbewerb mit über 350 Aufgaben, einem Forum und einer Hall of Fame, an dem mehr als 13.000 Benutzer teilnehmen und auch bisher ungelöste Rätsel knacken.

#### CrypTool Transcriber & Solver (CTTS)
CTTS ist ein Tool für die Transkription und Kryptoanalyse. Es wurde speziell für die Bearbeitung historischer verschlüsselter Manuskripte entwickelt. CTTS wurde von George Lasry entwickelt und wird jetzt von ihm und dem CrypTool-Team gepflegt.
Neben den aktiv entwickelten Projekten gibt es auch Projekte, die weiterhin gepflegt aber nicht mehr weiterentwickelt werden:

### Projekte mit Maintenance

#### CrypTool 1 (CT1)
CT1 ist als typisch Menü-orientiertes Windows-Programm konzipiert, das auch externe (Java-)Programme hinzulädt. CT1 enthält über 100 Krypto-Funktionen.

#### JavaCrypTool (JCT)
JCT läuft unter Windows, macOS und Linux, und hat sowohl eine Dokumenten- als auch eine Funktions-orientierte Perspektive. Im Moment sind über 100 Krypto-Funktionen in JCT enthalten. Ein Schwerpunkt sind moderne digitale Signaturen (z. B. Hash-Bäume und SPHINCS).

#### Schülerkrypto (SCR)
SCR wird eingesetzt, um Schüler für MINT-Fächer zu motivieren, als auch in Awareness-Veranstaltungen für jedermann (Anti-Prism-Party).
Neben den genannten produktiven CrypTool-Projekten gab es außerhalb des eigentlichen CrypTool-Projekts kurze Zeit das Projekt CrypTooLinux: Damit sollte CrypTool 1.x auf Linux portiert werden, aber den Entwicklern dieses Teilprojektes fehlte die dazu notwendige Zeit, und sie bezogen auch keine neuen Entwickler mit ein, so dass CrypTooLinux seit 2008 im Alpha-Stadium ruht.